# Serviço Nacional de Parques
O Serviço Nacional de Parques (em inglês:  National Park Service) é uma agência do Governo Federal dos Estados Unidos, dependente do Departamento do Interior. Foi criado em 25 de Agosto de 1916. Esta entidade é responsável pela gestão de 58 parques nacionais e de 333 outros locais de interesse histórico, cultural e natural com várias designações.